# Attacco terroristico del Tagikistan del 29 luglio 2018
L'attacco terroristico del Tagikistan del 29 luglio 2018  è avvenuto il 28 luglio 2018 nel distretto di Danghara, in Tagikistan. Nell'attentato sono stati uccisi quattro ciclisti occidentali mentre erano in bici, e altri due sono rimasti feriti dopo che cinque militanti islamisti li hanno speronati con un'auto, e, una volta usciti dal veicolo, li hanno pugnalati.
Gli attentatori, in un video pubblicato postumo, hanno promesso fedeltà allo Stato islamico, tuttavia le autorità tagiche hanno minimizzato la responsabilità dell'ISIS, incolpando invece il Partito della Rinascita Islamica del Tagikistan.

## Attacco
Il 29 luglio 2018 alle 15:30 circa, mentre sette ciclisti occidentali percorrevano l'autostrada Kulyab-Dushanbe (A385) vicino al villaggio di Safobakhsh nel distretto di Danghara, a circa 100 km a sud della capitale del Tagikistan Dušanbe, 5 aggressori alla guida di una berlina Daewoo fecero un'inversione a U e speronarono i ciclisti; scesi dall'auto e li pugnalarono con alcuni coltelli e un'ascia. Quattro ciclisti sono morti e due sono rimasti feriti. Secondo Radio Free Europe, gli uomini che stavano cercando un obiettivo per perpetrare un attacco terroristico hanno trovato i ciclisti "per caso" in autostrada.

## Vittime
- Jay Austin[4]
- Lauren Geoghegan[4]
- René Wokke[5]
- Markus Hummel[6]

## Reazioni
Una lapide commemorativa fu eretta nel villaggio di Safobakhsh vicino al luogo dell'attacco. Le autorità tagike temono che l'omicidio rovinerà gli sforzi fatti recentemente per promuovere il turismo nel paese; molte cancellazioni di viaggio sono avvenute dopo gli eventi.
In alcune notizie di lingua inglese, sui siti web e sui social media è emersa l'idea che la coppia americana fosse stata eccessivamente ingenua per viaggiare in Tagikistan, eppure, prima dell'attacco, l'avviso di viaggio ufficiale degli Stati Uniti per il Tagikistan era al livello 1, il più basso; dopo l'attacco, è stato portato al livello 2 (esercitare una maggiore cautela).